# Yasuda Zenjirō

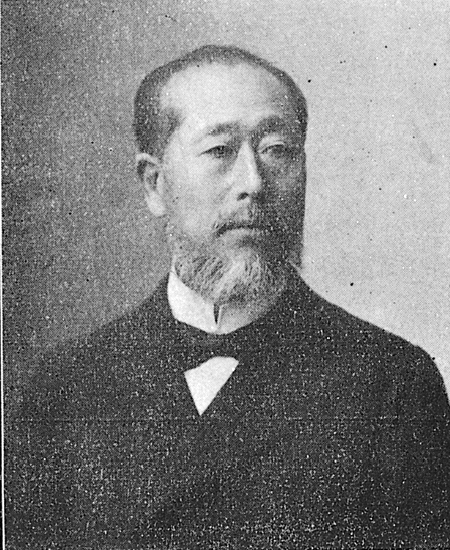
Yasuda Zenjirō

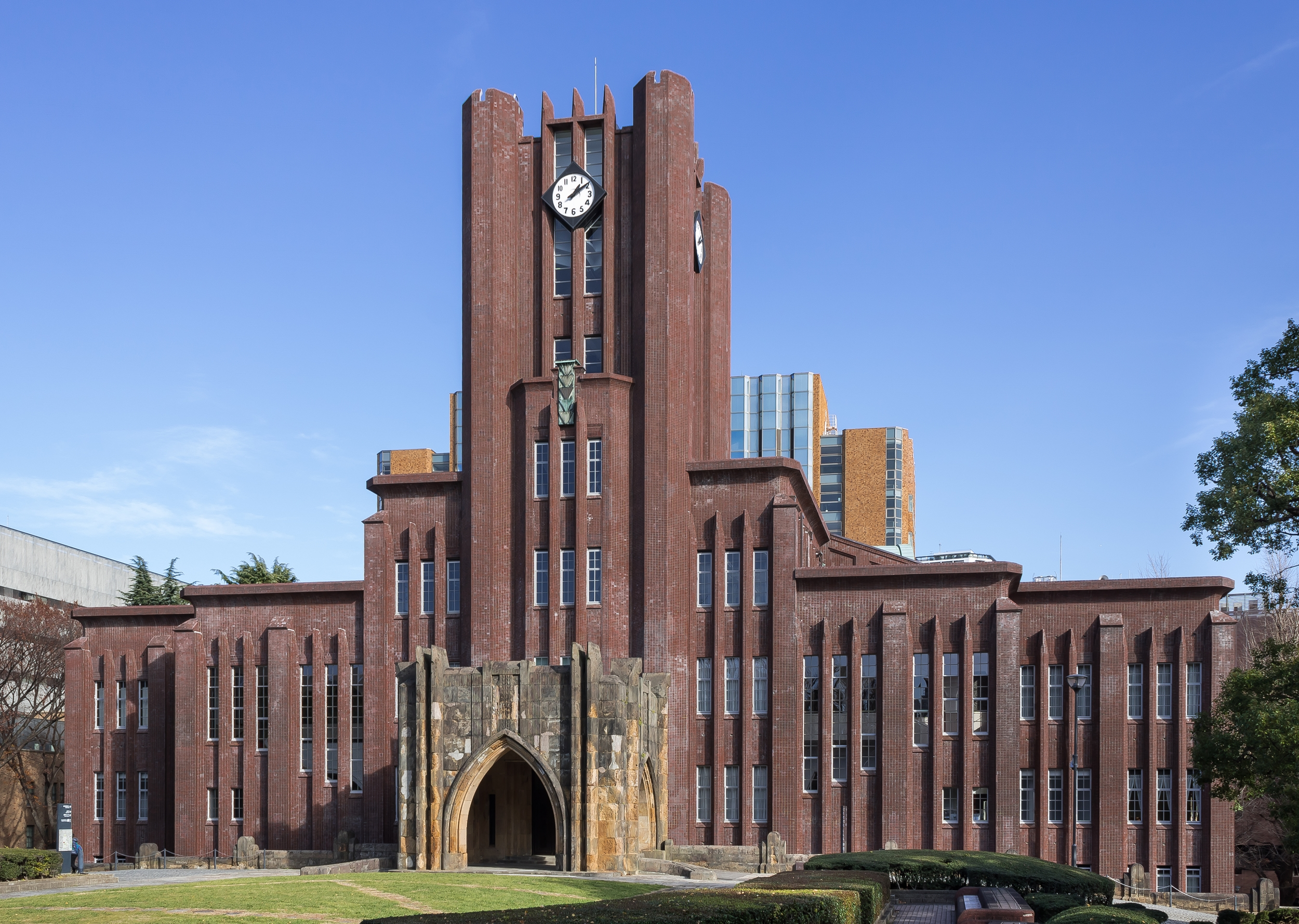
Yasuda-Auditorium

Yasuda Zenjirō (japanisch 安田 善次郎; geb. 25. November 1838 in der Präfektur Toyama; gest. 28. September 1921) war ein japanischer Unternehmer der Meiji- und Taishō-Zeit und Begründer der Yasuda-Unternehmensgruppe (Yasuda-Zaibatsu).

## Leben und Werk
Yasuda verließ seine Heimat Toyama, ging nach Edo und begann dort im Jahr 1864 im Geldwechsel-Geschäft tätig zu werden, das er mit allgemein anerkannter großer Sorgfalt betrieb. 1868 profitierte er von den Umwälzungen, die die Meiji-Restauration mit sich brachte. So kaufte er schlechtes Papiergeld der Regierung (太政官札, Daijōkan satsu) billig auf und verkaufte es zum vollen Preis an die Regierung zurück. Damit konnte er ein beträchtliches Vermögen anhäufen. Er übernahm auch direkte Regierungsaufträge.
1876 unterstützte Yasuda die Gründung der Third National Bank (第三国立銀行, Daisan kokuritsu ginkō) und gründete 1880 seine eigene Bank, die Yasuda-Bank. Seine Beteiligung auch an anderen Banken machte ihn in den 1890er Jahren zum führenden Bankier in Japan. – Er gründete die erste Lebensversicherungs-Gesellschaft und weitete sein Interesse auch auf andere Gebiete aus, insbesondere auf die Eisenbahn.
Ungeachtet seiner frühen Beteiligungen hielt er sich später so weit wie möglich fern von Regierungsgeschäften. Er gründete eine Holding-Gesellschaft unter dem Namen Hozensha (保全社), innerhalb derer er seine verschiedenen Geschäftszweige zusammenfasste. Zur Zeit seines Todes 1921 war sein Firmen-Konglomerat eins der vier großen Zaibatsu; er war zu dieser Zeit der reichste Mann Japans. Yasuda kontrollierte schließlich 19 Banken mit einem Vermögen von 18 Millionen Yen und engagierte sich mit großen Investitionen in verschiedenen anderen Gebieten.
Yasuda erwarb ein altes Anwesen in Tokio am Sumida-Fluss und ließ es wieder herrichten. Heute ist es als Yasuda-Garten der Öffentlichkeit zugänglich. In seinen späteren Jahren stiftete er 1921 das Yasuda Auditorium (安田講堂, Yasuda Kōdō, fertiggestellt 1925) der Universität Tokio und die 1929 fertiggestellte Hibiya Public Hall Kōkaidō (日比谷公会堂) am Rande des Hibiya-Parks in Tokio.
Yasuda wurde 1921 von dem Ultranationalisten Asahi Heigo (朝日平吾; 1890–1921) ermordet, als er sich weigerte, für dessen Gruppe zu spenden.